# Injustice 2
Injustice 2 è un videogioco picchiaduro a incontri in stile 2.5D tra personaggi del DC Universe, sviluppato da NetherRealm Studios e pubblicato da WB GAMES il 18 maggio 2017. Successore di Injustice: Gods Among Us del 2013.

## Trama
Quattro anni dopo la sconfitta di Superman e la caduta del suo regime, Batman e i suoi collaboratori stanno tentando di ripristinare l'ordine nel mondo quando una nuova fazione, la Società (composta da Gorilla Grodd, Spaventapasseri, Deadshot, Bane, Cheetah, Poison Ivy, Capitan Cold e Catwoman, assieme al loro esercito di gorilla), emerge con dei nuovi piani di conquista. Bruce è quindi costretto a creare una nuova squadra con quel rimane dopo la dittatura e pertanto invia Black Canary, Freccia Verde e Harley Quinn a Gorilla City, dove il Dottor Fate avverte Freccia e Canary di una minaccia in arrivo sul pianeta.
Dopo aver sconfitto Grodd i due vengono rapiti dal malvagio Brainiac, la vera mente dietro la Società: avendo già raccolto e distrutto Krypton, l'androide aveva intenzione di recuperare Superman ma era anche interessato ad aggiungere la Terra alla sua collezione. Dopo che Brainiac entra in possesso del congegno di comunicazione di Batman, che cerca alleati per combatterlo, Catwoman, il doppio agente di Bruce all'interno della Società, libera Harley. Flash e Lanterna Verde si riuniscono a Batman e questi invia Hal a Atlantide per ottenere l'assistenza di Aquaman. Arthur inizialmente rifiuta di collaborare finché l'esercito di Brainiac non li attacca; nel frattempo Black Adam trova la navetta di Kara Zor-El nello spazio e la porta a Kahndaq, dove lui e Wonder Woman le forniscono parziali verità sul cugino portandola a diventare Supergirl. Quando vedono le forze di Brainiac che attaccano la Terra i tre cercano di attuare il loro piano finalizzato a ristabilire il regime. Disperato, Batman libera Superman.
Cyborg, Catwoman e Harley ritornano alla Batcaverna per liberare Brother Eye dal controllo di Brainiac e coordinano l'evacuazione dei civili. Wonder Woman, a Metropolis, arriva quasi a uccidere Cheetah e Harley ma Supergirl la ferma e insieme si dirigono verso la Fortezza della solitudine per sottoporre a Superman la questione, scoprendo la verità sulla tirannia del cugino. Con diverse città della Terra sotto il suo controllo, Brainiac si prepara a distruggere il pianeta: l'alleanza tenta allora di prendere il controllo della nave di Brainiac, ma i suoi scudi sono troppo forti e apparentemente questi riesce persino ad uccidere Superman. Il gruppo elabora quindi un piano per indebolire tali difese utilizzando il tridente di Aquaman come condotto per la magia della Roccia dell'Eternità ma vengono raggiunti da Grodd insieme a Black Canary, Freccia Verde e Blue Beetle sottoposti al controllo mentale di Braniac. Aquaman uccide Grodd mentre gli scudi di Brainiac vengono indeboliti, permettendo a Batman e Supergirl di entrare nella nave. I due vengono catturati ma vengono salvati da Superman. Dopo aver sconfitto Firestorm e Swamp Thing i due vengono affrontati dal Dottor Fate, trasformato anch'egli in un servitore di Brainiac; Fate viene sconfitto e il suo casco distrutto, rimuovendo così l'influenza dei Signori, ma viene ucciso da Brainiac. Batman e Superman affrontano Brainiac e, dopo aver assunto il controllo della nave, Kal-El riesce a riportare la maggior parte delle città alle loro posizioni originali.
Gli eroi si dividono quindi circa il destino di Brainiac: Batman, Flash, Lanterna Verde e Supergirl vogliono risparmiarlo per ripristinare le città perse mentre Superman, Aquaman, Black Adam e Wonder Woman vogliono ucciderlo per eliminare la minaccia che rappresenta e usare la sua nave per il bene. Batman tenta allora di colpire Superman con un pugnale di kryptonite dorata - capace di eliminare per sempre i suoi poteri - creato da Firestorm senza tuttavia riuscirci: scoppia quindi la battaglia fra le due fazioni e Batman e Superman sono gli unici a uscirne. I due ex compagni d'armi si scontrano quindi un'ultima volta all'interno della Batcaverna lasciando aperti due possibili esiti:
- Finale Potere Assoluto: Superman vince, uccide Brainiac e ristabilisce il regime dopo essersi fuso con la sua nave. Offre quindi a Supergirl, intrappolata nella sua precedente cella, l'opportunità di unirsi al suo esercito sostenendo di aver restaurato le altre città e messo in pace la Terra. Kara rifiuta e Superman le risponde che in un modo o nell'altro collaborerà con lui: a questo punto le mostra come ha ridotto Batman, trasformato in un suo burattino privo di volontà.
- Finale Giustizia Assoluta (Finale canonico): Batman vince e bandisce Superman nella Zona Fantasma, dalla quale però il kryptoninano promette di tornare molto presto. Batman, dopo essersi scusato con lei per non essere riuscito a salvare Kal da sé stesso, invita Kara ad unirsi alla nuova Justice League.

### Capitoli della Storia
Come nel gioco precedente, la trama di Injustice 2 è divisa in 12 capitoli; in ogni capitolo si gioca con un diverso personaggio e si affrontano quattro avversari. Una novità rispetto al capitolo precedente è la presenza di capitoli in cui sono giocabili due personaggi: prima di affrontare ogni avversario il giocatore dovrà velocemente scegliere quale personaggio preferisce usare contro di esso; ciò permette di rigiocare i capitoli in modo diverso e ottenere altre ricompense per ciascuno dei due personaggi. Nel capitolo 11 la scelta del personaggio giocabile contro l'ultimo avversario, Brainiac, è forzata (lo si affronta una volta come Superman e un'altra volta come Batman). Infine, al giocatore viene data la scelta di quale personaggio interpretare nel capitolo 12, generando due capitoli alternativi: Batman e Superman hanno ciascuno i propri avversari e il proprio finale.
| №  | Titolo                       | Protagonisti                | Avversari                                               |
| -- | ---------------------------- | --------------------------- | ------------------------------------------------------- |
| 1  | Godfall                      | Batman                      | Cyborg, Wonder Woman, Superman, Robin                   |
| 2  | La Ragazza che Ride          | Harley Quinn                | Poison Ivy, Spaventapasseri, Joker, Swamp Thing         |
| 3  | Il Coraggio e l'Ardore       | Freccia Verde, Black Canary | Catwoman, Bane, Dottor Fate, Gorilla Grodd              |
| 4  | Invasione!                   | Flash                       | Capitan Cold, Deadshot, Anti-Flash, Lanterna Verde      |
| 5  | Un Mare di Problemi          | Lanterna Verde              | Aquaman, Cheetah, Bane, Atrocitus                       |
| 6  | Attacco all'Isola di Stryker | Blue Beetle, Firestorm      | Black Adam, Nightwing, Cyborg, Supergirl                |
| 7  | Infiltrazione                | Cyborg, Catwoman            | Harley Quinn, Poison Ivy, Bane, Grid                    |
| 8  | La Dea della Guerra          | Wonder Woman                | Capitan Cold, Anti-Flash, Spaventapasseri, Cheetah      |
| 9  | L'Ultima Speranza di Krypton | Supergirl                   | Wonder Woman, Nightwing, Black Adam, Superman           |
| 10 | Tre Re                       | Aquaman, Black Adam         | Black Canary, Freccia Verde, Blue Beetle, Gorilla Grodd |
| 11 | I Migliori al Mondo          | Batman, Superman            | Firestorm, Swamp Thing, Dottor Fate, Brainiac           |
| 12 | Giustizia Assoluta           | Batman                      | Aquaman, Black Adam, Wonder Woman, Superman             |
| 13 | Potere Assoluto              | Superman                    | Lanterna Verde, Flash, Supergirl, Batman                |

## Modalità di gioco
Come il capitolo precedente Injustice 2 è un gioco picchiaduro in cui i giocatori si sfidano in combattimenti uno contro uno usando personaggi dell'Universo DC. Usando diverse combinazioni di input direzionali e altri pulsanti, i giocatori possono eseguire attacchi di base, mosse speciali e combinazioni per cercare di danneggiare e sconfiggere il combattente avversario. Injustice 2 conserva numerose meccaniche di gioco da Injustice: Gods Among Us, tra cui le interazione ambientali, le transizioni nell'arena, e la funzione di "scontro" in cui il giocatore che scommette la maggior parte del suo "potere" ottiene un beneficio di salute o provoca danni aggiuntivi. La meccanica delle "specialità", come nel gioco precedente, fornisce diversi benefici temporanei o abilità aggiuntive diverse per ogni personaggio. Ritorna anche la "barra del potere", che consente ai giocatori di eseguire mosse speciali potenziate e sbloccare le più potenti "super mosse" quando la barra è completamente carica. Nuove meccaniche includono la possibilità di sacrificare parte del proprio potere per eseguire nuove mosse, come una capriola evasiva o una ripresa aerea.
Injustice 2 introduce un sistema di ricompense e loot box, che offre costumi e equipaggiamenti specifici per ogni personaggio con effetti che modificano le loro statistiche. Questo sistema di equipaggiamento utilizza meccanismi simili a quelli dei giochi di ruolo per premiare i giocatori con esperienza e ricompense dopo ogni partita. A ogni personaggio giocabile vengono assegnate quattro statistiche di base: forza, difesa, salute e abilità, con quest'ultima che modifica anche gli attacchi speciali. Man mano che i giocatori raccolgono punti esperienza e successivamente salgono di livello, le statistiche di base dei loro personaggi aumenteranno. I giocatori possono migliorare ulteriormente le loro statistiche di base equipaggiando gli accessori ottenuti come premio, permettendo anche ai giocatori di personalizzare l'aspetto dei loro personaggi. Gli equipaggiamenti più rari possono includere uno o più benefici, che vanno da nuove mosse speciali a una maggiore probabilità di ottenere più punti esperienza o "crediti", ovvero la valuta del gioco. I giocatori possono ricevere bonus aggiuntivi equipaggiando i loro personaggi con tutti e cinque i pezzi di un singolo set di equipaggiamento. L'equipaggiamento è disponibile in tre varietà: pezzi di equipaggiamento, shader o abilità; tutti e tre i tipi di equipaggiamento sono disponibili per l'acquisto, usando la valuta di gioco, in scatole a premi, note come "Scatole Madre". Ogni personaggio ha cinque slot su cui equipaggiare le diverse parti del costume: la testa, il busto, le braccia, le gambe e un accessorio (cintura per Batman, emblema per Superman ecc.); due slot abilità per equipaggiare attacchi speciali nuovi o modificati; e uno slot shader per alterare il colore del costume. Il gioco include la possibilità di salvere fino a cinque diverse varianti personalizzate per ciascun personaggio, consentendo ai giocatori di passare da una variante all'altra all'inizio di ogni partita.
Il gioco include anche un sistema di microtransazioni. I giocatori possono acquistare online "Cristalli Sorgente" per acquistare altre modifiche cosmetiche per i personaggi, come premier skin e shader, invece di aspettare di ottenerli attraverso il gioco normale. I cristalli sorgente possono anche essere utilizzati per acquistare "Gettoni di Trasformazione", che permettono ai giocatori di modificare l'aspetto di un pezzo di equipaggiamento mantenendo le sue statistiche. Infine, una volta che i giocatori hanno raggiunto il livello 20 con almeno un personaggio, i Cristalli sorgente possono essere usati per far salire di livello altri personaggi ai loro livelli massimi. I rappresentanti di NetherRealm hanno chiarito che gli acquisti effettuati con Cristalli Sorgente sono di natura strettamente estetica e non offrono vantaggi al gioco.
Oltre alle modalità storia, online e arcade, Injustice 2 introduce una nuova modalità "Multiverso". Simile alla modalità "Torri" del precedente titolo di NetherRealm, Mortal Kombat X, il Multiverso consente ai giocatori di viaggiare attraverso una serie di mondi paralleli all'interno dell'universo DC e di combattere contro avversari con diversi svantaggi o benefici per le varie sfide e obiettivi. Proprio nella sezione multiverso sarà possibile trovare la "Ladder Mode", una sfida di sopravvivenza al termine della quale si vedrà il finale del personaggio selezionato per completarla.
Il multiplayer online includerà l'opzione per disabilitare le modifiche all'equipaggiamento riducendo tutte le statistiche di base dei personaggi ai loro livelli predefiniti, fornendo un gameplay più equilibrato per le partite competitive. I giocatori possono anche formare "gilde" online con un massimo di altri 50 giocatori. I membri della gilda possono collaborare per completare obiettivi cooperativi giornalieri e settimanali per guadagnare e condividere attrezzature esclusive e scalare la classifica globale.

## Personaggi
Come il capitolo precedente, in Injustice 2, il giocatore ha la possibilità di giocare nei panni di molteplici personaggi. Il gioco di base contiene 28 personaggi (incluso il boss finale sbloccabile), di cui solo 14 ripresi dal capitolo precedente. Oltre a Darkseid, personaggio bonus tramite preordine, sono stati aggiunti altri 9 personaggi DLC tramite tre pacchetti contenenti tre combattenti ciascuno. Un'altra novità di questo gioco sono le 'Premier Skin', ovvero skin alternative che sostituiscono un personaggio con un suo diverso alter ego o con un personaggio completamente diverso ma con le stesse abilità; tali personaggi alternativi hanno anche le loro voci e gli scambi con gli altri combattenti diversi rispetto al personaggio originale.
| Personaggi Giocabili | Personaggi Giocabili | Identità (skin) Alternative |
| Gioco base | DLC | Identità (skin) Alternative |
| --- | --- | --- |
| Bruce Wayne / Batman Kal El / Clark Kent / Superman Kara Zor-El / Supergirl Diana Prince / Wonder Woman Barry Allen / Flash Teth-Adam / Black Adam Hal Jordan / Lanterna Verde Arthur Curry / Aquaman Prof. Martin Stein e Jason Rusch / Firestorm Jaime Reyes / Blue Beetle Oliver Queen / Freccia Verde Dinah Laurel Lance / Black Canary Victor Stone / Cyborg Selina Kyle / Catwoman Harleen Frances Quinzel / Harley Quinn Gorilla Grodd Kent Nelson / Dottor Fate Damian Wayne / Robin / Nightwing Alec Holland / Swamp Thing Jonathan Crane / Spaventapasseri Barbara Minerva / Cheetah Leonard Snart / Capitan Cold Floyd Lawton / Deadshot Pamela Isley / Poison Ivy Dorrance / Bane Atrocitus + Dex-Starr Joker Vril Dox / Brainiac | Darkseid Jason Todd / Cappuccio Rosso Koriand'r / Starfire David Hyde / Black Manta Ryan Choi / Atomo June Moone / Incantatrice Dark Horse Comics Hellboy Mortal Kombat Kuai Liang / Sub-Zero Raiden Tartarughe Ninja Leonardo Raffaelo Donatello Michelangelo | John Stewart (Lanterna Verde) Grid (Cyborg) Eobard Thawne / Anti-Flash (Flash) Kara Zor-L / Power Girl (Supergirl) DLC: Bruce Wayne (Batman) Bizzarro (Superman) Jay Garrick / Flash (Flash) Victor Fries / Mr. Freeze (Capitan Cold) Mari McCabe / Vixen (Cheetah) Jefferson Pierce / Fulmine Nero (Raiden) |

## Finali
Come nel primo gioco anche Injustice 2 presenta diversi finali per ogni personaggio; essi sono sbloccabili completando tutti i combattimenti Ladder Mode con il personaggio selezionato. L'ultimo avversario è sempre Brainiac e il finale ipotizza il destino del personaggio dopo averlo sconfitto. Inoltre in questo gioco, a differenza del precedente, i finali sono narrati dai personaggi stessi.
- Dopo aver aiutato Superman a sconfiggere Brianiac, imprigionare Batman e i suoi alleati e ripristinare il Regime, Aquaman si rende conto che Kal potrebbe non risparmiare neanche la stessa Atlantide dal suo dominio. Un giorno, però, i suoi guerrieri scoprono una vecchia base dell'Insurrezione con dentro il dispositivo di teletrasporto che Lex Luthor aveva usato per richiamare gli eroi dell'universo alternativo. Facendolo riattivare dai suoi scienziati, Arthur decide di richiamarli per aiutarlo a combattere Superman.
- Dopo la sua vittoria contro Brainiac, Atomo torna alla ricerca del suo mentore Ray Palmer, dal quale ha ereditato i suoi poteri. La sua ricerca si rivela infruttuosa, pertanto Ryan decide di usare la tecnologia della nave di Brainiac per potenziare la sua bio-cintura per poi avventurarsi nell'esplorazione del microverso.
- Dopo aver sconfitto Brianiac, Atrocitus comprende che con la sua morte le città che il coluano ha collezionato stanno per disintegrarsi, e con esse le vite dei loro abitanti. La rabbia provocata dalla loro morte ha spaventato le Lanterne Rosse, che si sono schierate contro il loro stesso leader per cacciarlo da Ysmault ed eliminarlo. In soccorso di Atrocitus, tuttavia, giunge Proselyte, l'entità della Compassione, in quanto Atrocitus aveva agito senza sapere le conseguenze del suo gesto. Per non ripetere lo stesso errore, Atrocitus decide di unire tutti i Corpi delle Lanterne per garantire l'equilibrio nello Spettro emozionale.
- Bane riesce a sconfiggere Brainiac, Superman e Batman, e libera i prigionieri di tutte le carceri, grazie ai quali egli conquista il mondo intero. Tuttavia, egli capisce troppo tardi che la vittoria gli ha lasciato un vuoto non potendo più misurarsi con qualcuno alla pari.
- Batman rimane dietro le quinte come Bruce Wayne per aiutare la popolazione segnata dall'invasione di Brainiac, cedendo il comando della Justice League a Barry e a Hal, i quali addestreranno una nuova squadra formata da Supergirl, Blue Bettle, Firestorm e Harley Quinn. Tuttavia, memore delle ultime parole di Superman prima che venisse confinato nella Zona Fantasma, Batman decide di prepararsi per l'eventuale ritorno di Kal costruendo una pistola di kryptonite.
- Black Adam scopre che il Kahndaq è stato completamente distrutto e che sua moglie Isis è morta. Decide così di resuscitarla utilizzando il Pozzo di Lazzaro, ma Ra's al Ghul gli concede un accordo in cambio: se lo aiuta a colmare il vuoto di potere lasciato dal Regime, riporterà in vita Isis. Seppur riluttante, Black Adam accetta.
- Dopo aver sconfitto Brainiac, Black Canary si precipita a casa per proteggere suo figlio Connor, scoprendo che lo stress emotivo provocato dall'invasione ha risvegliato in lui i poteri ereditati dalla madre. Insieme a Oliver e a tutti i membri della Justice League, Dinah decide di insegnare a suo figlio come padroneggiarli.
- Nonostante Brainiac avesse preso Atlantide, Black Manta, ancora segnato per la morte del padre per mano di Aquaman, voleva vedere Atlantide distrutta, così decide di portarla nel posto dove sono presenti i più feroci predatori marini affinché venga cancellata. Ora non gli resta altro che eliminare Arthur Curry, mentre Superman e Wonder Woman si occuperanno di Brainiac.
- Blue Beetle riesce a sconfiggere Brainiac, e Batman gli fa l'allettante proposta di essere il nuovo leader della Justice League. Seppur lusingato, Reyes decide di tornare dalla sua famiglia in quanto, a causa dello scarabeo sul suo corpo, ha cominciato a trascurarli e vuole invece recuperare il tempo perso con loro.
- Batman e Superman non riescono a capire come possono esistere due Brainiac, tantomeno come uno dei due sia riuscito a opporsi e a sconfiggere quello invasore. La risposta arriva dal doppione, che si rivela essere Brainiac 5, discendente di Brianiac e proveniente dal XXXI secolo, che ha viaggiato nel tempo per sconfiggere la paura che l'umanità aveva verso i coluani. Ritornato nel suo tempo Brainiac 5 viene processato dalla Legione dei Super-Eroi per aver agito sconsideratamente e aver usato una bolla temporale, ma egli ribadisce che sarà sempre dalla loro parte.
- Scoperta la verità sulle intenzioni di Brainiac e Gorilla Grodd, Capitan Cold riesce a fermarli entrambi. Dopo la battaglia, Lanny fa visita alla tomba della sua sorellina Lysa, e decide quindi di combattere il crimine insieme a Flash, divenuto ora suo alleato.
- Pur accettando le punizioni che il Regime conferisce ai criminali, Cappuccio Rosso non ne condivide a pieno la natura dittatoriale. Perciò, mentre gli eroi combattono tra di loro, Jason prosegue la sua carriera di vigilante proteggendo gli indifesi.
- Dopo aver sconfitto Brainiac, Catwoman decide di sposarsi con Bruce Wayne; tuttavia, il loro nuovo rapporto comincia ad annoiarla, in quanto lo preferiva nelle loro vite in costume. Così Selina decide di ritornare a fare la ladra ripromettendosi di non cambiare.
- Sul punto di uccidere Brainiac, Cheetah viene fermata dal coluano che le fa una proposta: libererà su un pianeta a sua scelta una qualsiasi creatura presente nella sua collezione affinché le possa dare la caccia. Cheetah accetta, potendo finalmente cacciare senza l'ossessione per Wonder Woman; ma non rinuncerà mai a Brainiac, la cui testa porta al collo come trofeo.
- Cyborg riesce a sconfiggere Brainiac e a prendere il suo intelletto di 12º livello, insieme ai dati della nave. Con queste nuove capacità, Victor rimette al loro posto tutte le città della Terra prelevate da Brainiac, per poi partire verso lo spazio e fare la stessa cosa con tutti i pianeti vittime del coluano, aiutato dagli ologrammi dei suoi compagni dei Giovani Titani.
- Pur riconoscendo l'elevata intelligenza di Brainiac, Darkseid non poteva permettergli di privarlo della sua vendetta uccidendo Superman dato che gli aveva ucciso il figlio Kalibak. Così, dopo aver ucciso Brainiac, Darkseid fa la stessa cosa con Superman, per poi ordinare a Desaad di fare il lavaggio del cervello a Supergirl, facendola diventare una spietata arma vivente e leader di una nuova progenie di Parademoni clonati dallo stesso sangue di Superman.
- Deadshot decide di ribellarsi a Gorilla Grodd e Brainiac consegnandoli alle autorità. In segno di riconoscimento, Bruce Wayne paga l'operazione che potrà liberarlo dalle nanobombe presenti nel suo cervello, in modo che Floyd Lawton possa rivedere sua figlia Zoe e avere una seconda possibilità come padre.
- Sapendo che sconfiggendo Brainiac avrebbe irritato i Signori dell'Ordine, Kent Nelson decide di smettere di indossare i panni del Dottor Fate e consegna l'elmo di Nabu a John Constantine e Zatanna che lo nascondono nella Casa del mistero. Non bastasse, grazie alla figlia di John, Rose, Kent può finalmente riabbracciare la moglie Inza, ritornata in vita.
- Firestorm decide di surriscaldare i motori della Nave Teschio di Brainiac per indebolirlo, ma ciò provoca un'esplosione che distrugge la nave e tutte le città della Terra catturate da Brainiac. Increduli dal gesto loro commesso, il Prof. Stein e Jason lasciano la Justice League, promettendo però di ritornare ad aiutarla in caso di bisogno.
- Mentre Batman e Superman cominciano a lottare per decidere la sorte di Brainiac, Flash decide di fuggire con l'androide e spedirlo ai confini della storia. In seguito viene raggiunto da Jay Garrick e dagli altri Velocisti per far fronte a una grave crisi imminente.
- Sconfitto Brainiac, Freccia Verde decide di ritornare sulla sua Terra per avvertire i suoi compagni della possibile comparsa dell'androide. Al suo ritorno, però, Brainiac ha quasi del tutto distrutto il pianeta, ma viene fermato da versioni alternative dei membri della Justice League che stanno viaggiando nel multiverso per fermarlo. Oliver decide così di partire con loro e aiutarli.
- Approfittando della lotta tra gli eroi e Brainiac, Gorilla Grodd si ribella a quest'ultimo, amplificando i suoi poteri telepatici con la sua tecnologia e relegando gli esseri umani della Terra al ruolo di servitori delle scimmie. Grodd, tuttavia, decide di diventare il più grande conquistatore dell'universo estendendo il suo dominio su ogni pianeta esistente.
- Batman decide di fare entrare Harley Quinn nella Justice League dopo la vittoria su Brainiac. Nonostante i suoi continui sbalzi d'umore, Harley accetta, decidendo inoltre di prendersi cura di sua figlia Lucy, alla quale per ora non ha rivelato la verità sul loro legame di parentela.
- Dopo aver sconfitto Brainiac Hellboy accetta di rimanere su questa Terra alternativa per combattere il crimine come meglio può. Ben presto però finisce per annoiarsi e convinto di non essere tagliato per la vita da supereroe decide di tornare nel suo mondo di provenienza. Purtroppo, anche la sua vecchia vita da cacciatore di mostri non lo soddisfa più di tanto così Hellboy decide di partire per l'Africa in cerca di nuove avventure.
- Durante la sua battaglia contro Brainiac June Mune decide di sconfiggerlo facendogli assorbire la magia dell'Incantatrice, facendoli sparire entrambi. Felice di essersi liberata della sua maledizione, June riprende la sua vita di tutti i giorni e il suo lavoro. Un giorno però June viene nuovamente posseduta dall'Incantatrice, che sembra prendere definitviamente il controllo su di lei, e che afferma di voler soggiogare tutte le terre del Multiverso.
- Joker riesce a uccidere Brainiac e decide di liberare sulla Terra tutte le città imprigionate nella nave, portandole a combattersi tra loro scatenando la fine del mondo, mentre il Clown Principe del Crimine si gode lo spettacolo del suo operato.
- Lanterna Verde porta Brainiac sul pianeta Oa dove verrà processato dai Guardiani, i quali rivelano a Hal Jordan che i Sinestro Corps sono evasi dalle celle scientifiche. Dato che il Corpo delle Lanterne Verdi è ancora indebolito anni dopo la lotta contro Superman, Hal decide di rindossare l'anello giallo e ridiventare quindi una Lanterna Gialla per agire in incognito, sperando che la sua forza di volontà rimanga più forte della sua paura.
- Poison Ivy rende Brainiac suo schiavo e lo costringe a prendere tutte le città della Terra, per poi avvelenarlo con uno dei suoi baci. Ivy ha finalmente preso il suo posto come madre natura sul pianeta, occupandosi in seguito di chiunque osi contrastarla.
- Dopo aver sconfitto Shinnok, Raiden viene portato sulla Terra attraverso uno squarcio dimensionale, avendo visioni dello sgretolamento del multiverso a causa delle azioni di Brainiac. Decide così di fermarlo, e mentre dopo si occupa dei feriti, Kent Nelson, in punto di morte, gli rivela i piani dei Signori dell'Ordine. Raiden si unisce così alla Justice League Dark per sconfiggerli e difendere l'equilibrio tra ordine e caos.
- Batman muore dopo essersi sacrificato contro Brainiac per permettere al figlio Damian, alias Robin, di sconfiggerlo. Distrutto per la perdita di suo padre, nonostante le loro divergenze, Damian decide di ereditare il manto del pipistrello diventando il nuovo Batman.
- Dopo aver adattato la sua tossina al sangue di Brainiac, Spaventapasseri riesce a prendere il controllo della sua mente, e di conseguenza della sua nave. Scoprendo la vasta collezione di civiltà al suo interno, Crane decide di studiarle e scoprire le loro paure per poter diventare il più grande signore dell'incubo di tutto l'universo.
- Nonostante la vittoria contro Brainiac, Starfire soffre ancora per la mancanza dei suoi amici Titani. Decide tuttavia di formare una nuova squadra formata da lei, Kara Zor-El, Blue Bettle e Jason Rush (alias Firestorm).
- Mentre combatteva contro Kotal Kahn, Sub-Zero si è ritrovato sulla Terra e ha deciso di proteggerla da Brainiac in quanto avrebbe preso di mira anche il suo mondo. Grato per l'aiuto Batman offre a Sub-Zero la possibilità di entrare nella Justice League come istruttore per le nuove reclute mentre cercano di riportalo nel suo mondo attraverso la magia. Tuttavia, mentre cercano di aprire il portale, aprono quello della Zona Fantasma, liberando Superman e molti altri supercriminali. Sentendosi responsabile per l'accaduto, Sub-Zero decide di difendere la Terra.
- Supergirl recupera tutte le civiltà della collezione di Brainiac e con l'aiuto della Justice League si riaccende in lei la speranza di poter far risorgere tutte le città di Krypton, affinché in seguito possano vivere su un nuovo sistema.
- Superman decide di utilizzare la Nave Teschio di Brainiac come sua arma, ma al tempo stesso decide di liberare le città imprigionate dall'androide e scegliere i loro migliori guerrieri per poter formare la sua Legione dei Super Eroi e salvare tutti i mondi del multiverso.
- Swamp Thing riesce a fermare Brainiac ma decide di ricoprire la Terra con le piante affinché il Verde torni a essere presente, diventando il nuovo guardiano del pianeta.
- Dopo aver sconfitto Brainiac, Wonder Woman e tutti gli ex membri del Regime riprendono il potere imprigionando Batman e i suoi alleati. Dopodiché Diana decide di riammettere sotto il loro comando il popolo delle Amazzoni, anche se opporranno resistenza.
- Le Tartarughe Ninja spiegano di essere stati trasportati sulla terra della Justice League quando il loro avversario, Krang ha provato a bandirli nella dimensione X. Sconfitto Brainiac, i quattro fratelli festeggiano con una pizza offerta loro da Harley, contenente una dose di 5-U-93-R (la stessa sostanza assunta da Batman e i suoi alleati privi di poteri per tenere testa a Superman), che aumenta considerevolmente la loro forza e resistenza. Le Tartarughe fanno quindi ritorno nella loro New York dove riescono a sconfiggere definitivamente Krang e Shredder.

## Accoglienza

### Riconoscimenti
Premiato come Miglior Gioco di Lotta ai The Game Awards 2017.
Premiato come Gioco di lotta dell'anno ai Dice Awards 2018.